# Fair Grounds Railroad
| Streckenlänge: | 0,95 km              |                                          |                                          |
| Spurweite: | 1435 mm (Normalspur) |                                          |                                          |
| |                      |                                          |                                          |
| Gleise: | 1                    |                                          |                                          |
| \| \| \| \| \| \| \| \| von Windsor, von Concord und Lennoxville \| \| \| \| \| White River Junction VT \| \| \| \| \| nach Burlington \| \| \| \| 0,00 \| Hilton Junction \| Hilton Junction \| \| \| \| nach Woodstock \| \| \| \| 0,95 \| Billings Park (Messegelände) \| Billings Park (Messegelände) \| |                      |                                          |                                          |
| |                      |                                          |                                          |
| Strecke |                      | von Windsor, von Concord und Lennoxville | von Windsor, von Concord und Lennoxville |
| Bahnhof |                      | White River Junction VT                  | White River Junction VT                  |
| Abzweig ehemals geradeaus und nach rechts |                      | nach Burlington                          | nach Burlington                          |
| Abzweig geradeaus und von links (Strecke außer Betrieb) · Strecke von rechts (außer Betrieb) | 0,00                 | Hilton Junction                          | Hilton Junction                          |
| Strecke nach rechts (außer Betrieb) · Strecke (außer Betrieb) |                      | nach Woodstock                           | nach Woodstock                           |
| Kopfbahnhof Streckenende (Strecke außer Betrieb) | 0,95                 | Billings Park (Messegelände)             | Billings Park (Messegelände)             |

Die Fair Grounds Railroad (auch Fair Ground Railroad) war eine Eisenbahngesellschaft in Vermont (Vereinigte Staaten). Sie betrieb nur eine 950 Meter lange Strecke.

## Geschichte und Betrieb
Die Bahngesellschaft entstand, als 1890 erstmals die Twin State Fair auf einem Gelände westlich von White River Junction abgehalten wurde. Die Stadt liegt im Tal des Connecticut River und White River. Da der Platz im Tal beschränkt war, nutzte man für die Messe eine Hochfläche westlich der Stadt. Zur Anbindung baute man eine Eisenbahnstrecke, die am Abzweig Hilton Junction von der Bahnstrecke White River Junction–Woodstock abzweigte. Die Züge mussten rückwärts aus dem Bahnhof White River Junction fahren, um vorwärts in die Strecke einfahren zu können, da aufgrund der topographischen Situation nur eine Abzweigung aus Richtung Woodstock möglich war. Offiziell ging die Strecke am 1. September 1890 in Betrieb. Die Bahngesellschaft sowie die Strecke gehörten den Betreibern der Messe.
Da die Woodstock Railroad nur unzureichendes Wagenmaterial besaß, stellte die Central Vermont Railroad die nötigen Fahrzeuge. Dennoch war die Bahn während ihres gesamten Bestehens eigenständig. Die Messe fand jährlich im September statt und dauerte eine Woche. Zu den übrigen Zeiten wurde die Bahn nicht betrieben. Von 1901 bis 1906 fiel die Messe aus, in dieser Zeit fand auf der Bahnstrecke kein Verkehr statt. Nachdem 1928 die letzte Messe auf dem heute überbauten Gelände stattfand, legte man die Strecke still.